# Armando Diaz (croiseur)
Pour les articles homonymes, voir Armando Diaz (homonymie) et Diaz.
L'Armando Diaz était un croiseur léger de classe Luigi Cadorna ayant servi dans la Regia Marina pendant la Seconde Guerre mondiale. Il fut baptisé en l'honneur d'Armando Diaz, militaire italien de haut rang de la Première Guerre mondiale.

## Historique
Affecté en Méditerranée, le croiseur effectua de septembre 1934 à février 1935 une croisière en direction de l'Australie et de la Nouvelle-Zélande.
L'année suivante, le déclenchement de la guerre d'Espagne le vit engagé aux côtés des nationalistes de Franco, le croiseur léger opérant depuis Melilla, en Afrique du Nord.
En juillet 1940, il participe à la bataille de Calabre. Ayant des problèmes de chaudière, il est aidé par son sister-ship Luigi Cadorna.
D'octobre 1940 à janvier 1941, il est placé sous les ordres directs de la Supermarina pour protéger le trafic naval entre le sud de l'Italie et l'Albanie.
Il participe le 25 février 1941 à la couverture d'un convoi de ravitaillement à destination de Tripoli avec le Giovanni delle Bande Nere et des destroyers. C'est au cours de cette opération qu'il est torpillé par le sous-marin britannique HMS Upright au large de l'île de Kerkennah (Tunisie). Le navire coule en six minutes, emportant 484 hommes d'équipage.